# 普里斯卡

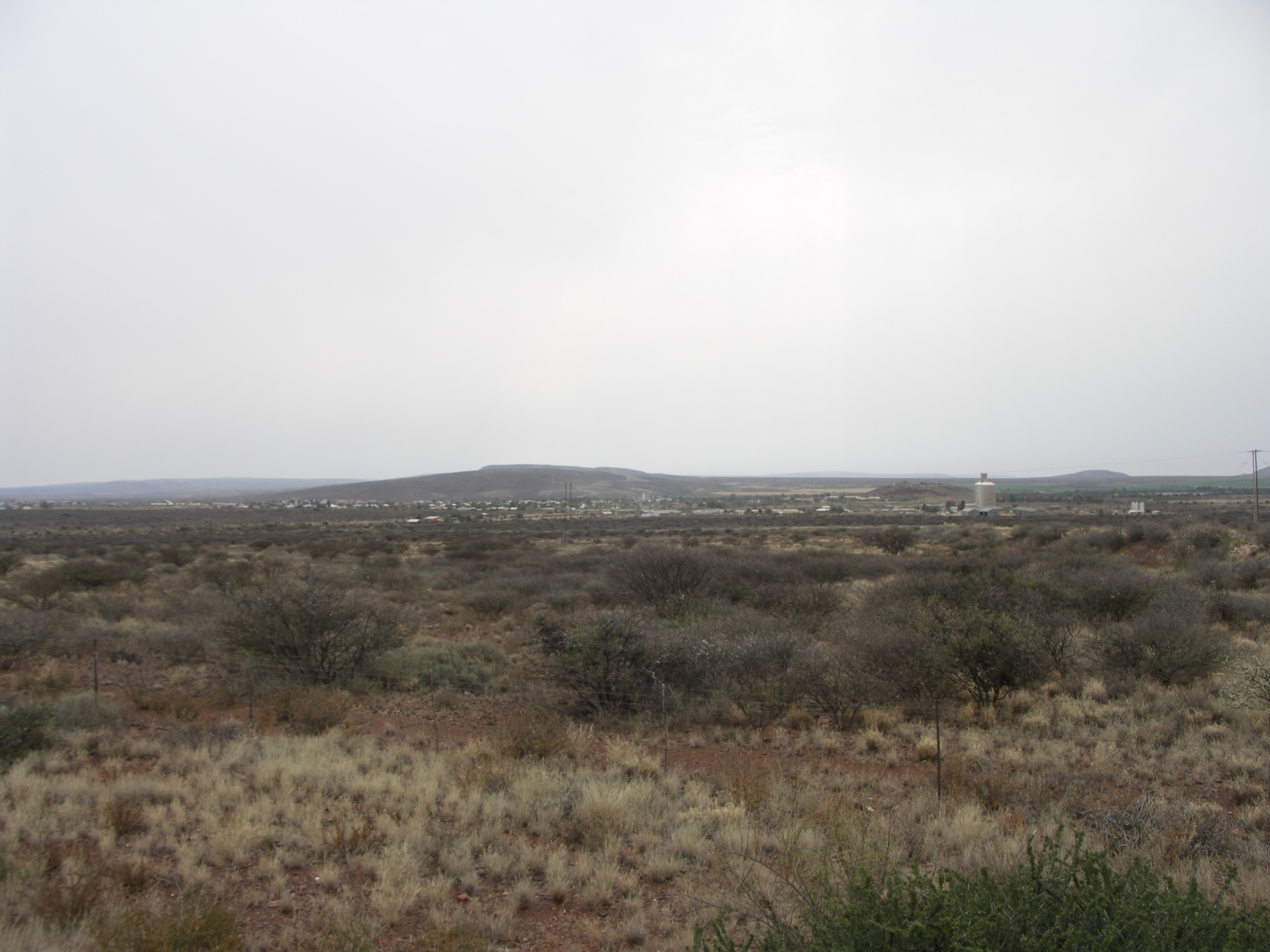
普里斯卡

普里斯卡是南非的城鎮，位於該國中部奧蘭治河南岸，由北開普省負責管轄，距離金伯利240公里，面積194.25平方公里，2001年人口8,447，人口密度每平方公里43人。

## 外部連結
- Prieska's website （页面存档备份，存于）